# Хансен, Фредрик
Фредрик Хансен (норв. Fredrik Hansen; 13 июня 1979, Драммен, Норвегия) — норвежский прелат. Коадъютор епископа Осло с 1 ноября 2024 по 16 июля 2025. Епископ Осло с 16 июля 2025 года. 